# 安格拉 (巴西)
安格拉（葡萄牙語：Anguera）是巴西巴伊亚州的一个市镇。总面积158.73平方公里，总人口9826人，人口密度61.9人/平方公里。